# Malayopotamon turgeo
Malayopotamon turgeo is een krabbensoort uit de familie van de Potamidae. De wetenschappelijke naam van de soort is voor het eerst geldig gepubliceerd in 1999 door Ng & S. H. Tan.